# Volkswagen Golf
La Volkswagen Golf è un'autovettura che appartiene al segmento C (compatte - kompaktklasse) presentata dalla casa tedesca Volkswagen nella primavera del 1974, e da allora divenuta in breve tempo suo simbolo. Nel mercato nordamericano la I e la V serie sono state commercializzate con il nome di Volkswagen Rabbit, le restanti (II-III-IV-VI e VII) con la denominazione Golf. Nel corso degli anni si sono succedute otto generazioni.

## Contesto

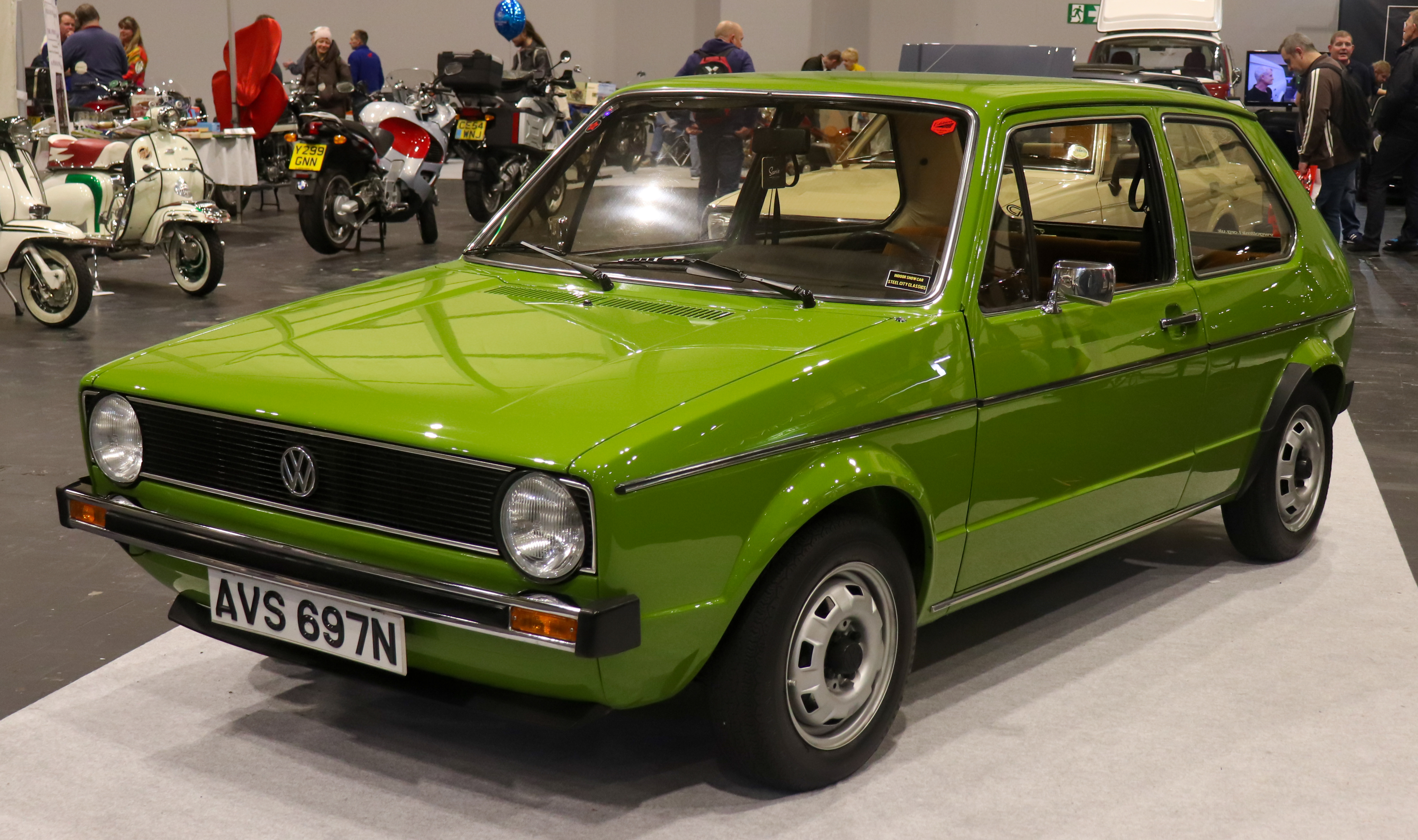
Golf I

È stata realizzata già all'inizio in diverse varianti: berlina 3 e 5 porte, cabriolet, e poco dopo anche pick-up (denominato Caddy) e la 3 volumi, venduta come modello a parte che nel corso degli anni ha cambiato tre nomi sul mercato europeo: "Jetta" (prime due serie), "Vento" (terza serie) e "Bora" (quarta serie). L'attuale versione a 3 volumi, che condivide anche il frontale con la Golf, ha riassunto dalla quinta serie il nome iniziale Jetta, che ha sempre caratterizzato la versione destinata all'America. Dalla terza serie è stata prodotta anche una variante station wagon, denominata Variant e dalla quinta serie anche una variante monovolume, chiamata Golf Plus, più alta e volta alla maggiore abitabilità rispetto alla versione berlina. La Golf Plus, nella settima serie, è stata sostituita dalla Golf Sportsvan, piccola monovolume. È stata per 13 anni consecutivi l'autovettura più venduta d'Europa, primato che le fu tolto nel 1994 dalla Fiat Punto. È poi tornata in vetta alle vendite nel vecchio continente ad anni alterni, sfidandosi di volta in volta con numerose concorrenti. La Golf era stata l'unica vettura Volkswagen ad aver ottenuto il premio Auto dell'anno nel 1992 con la terza serie, prima che la Volkswagen Polo vincesse tale titolo nel 2010.

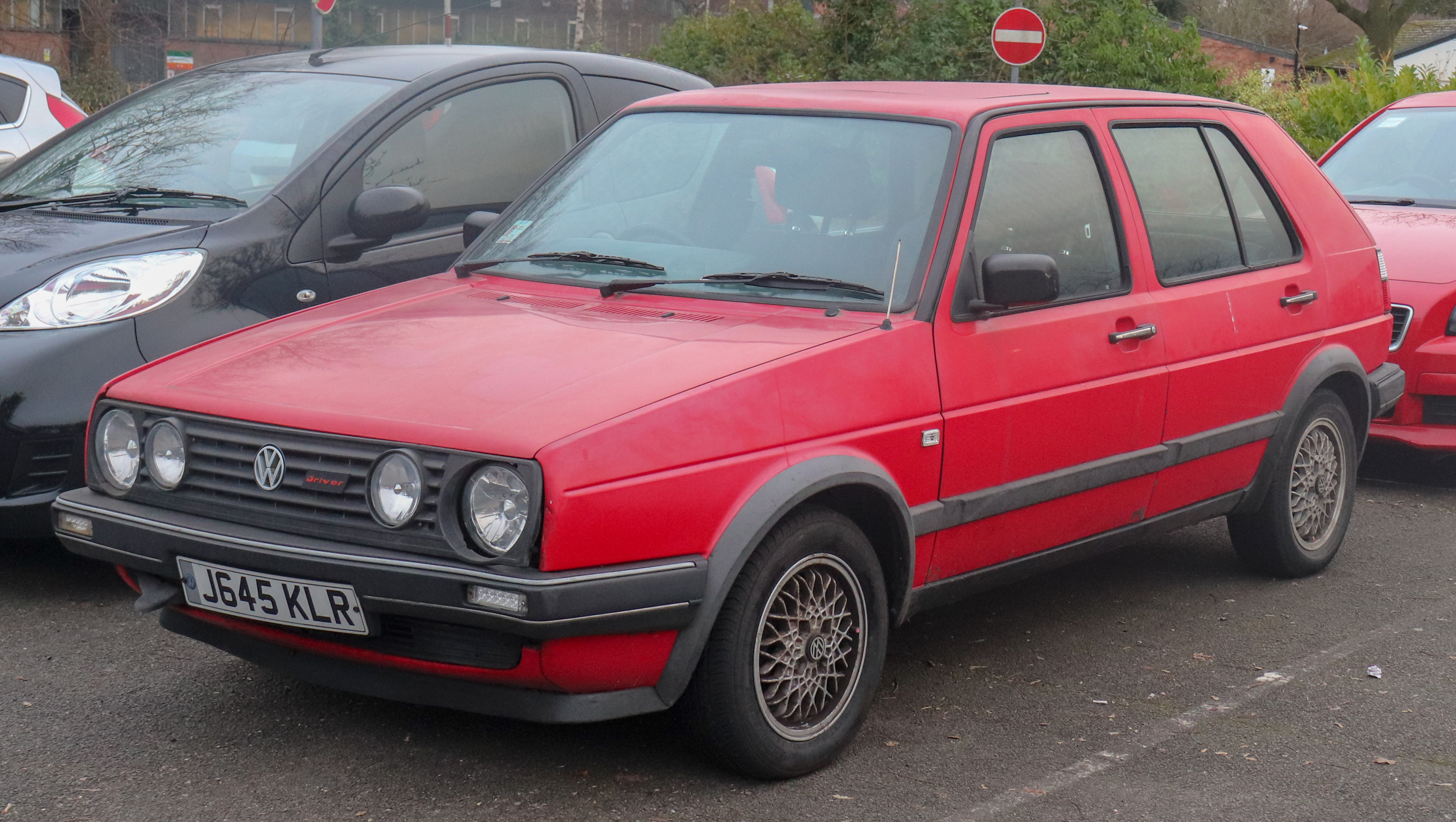
Golf II

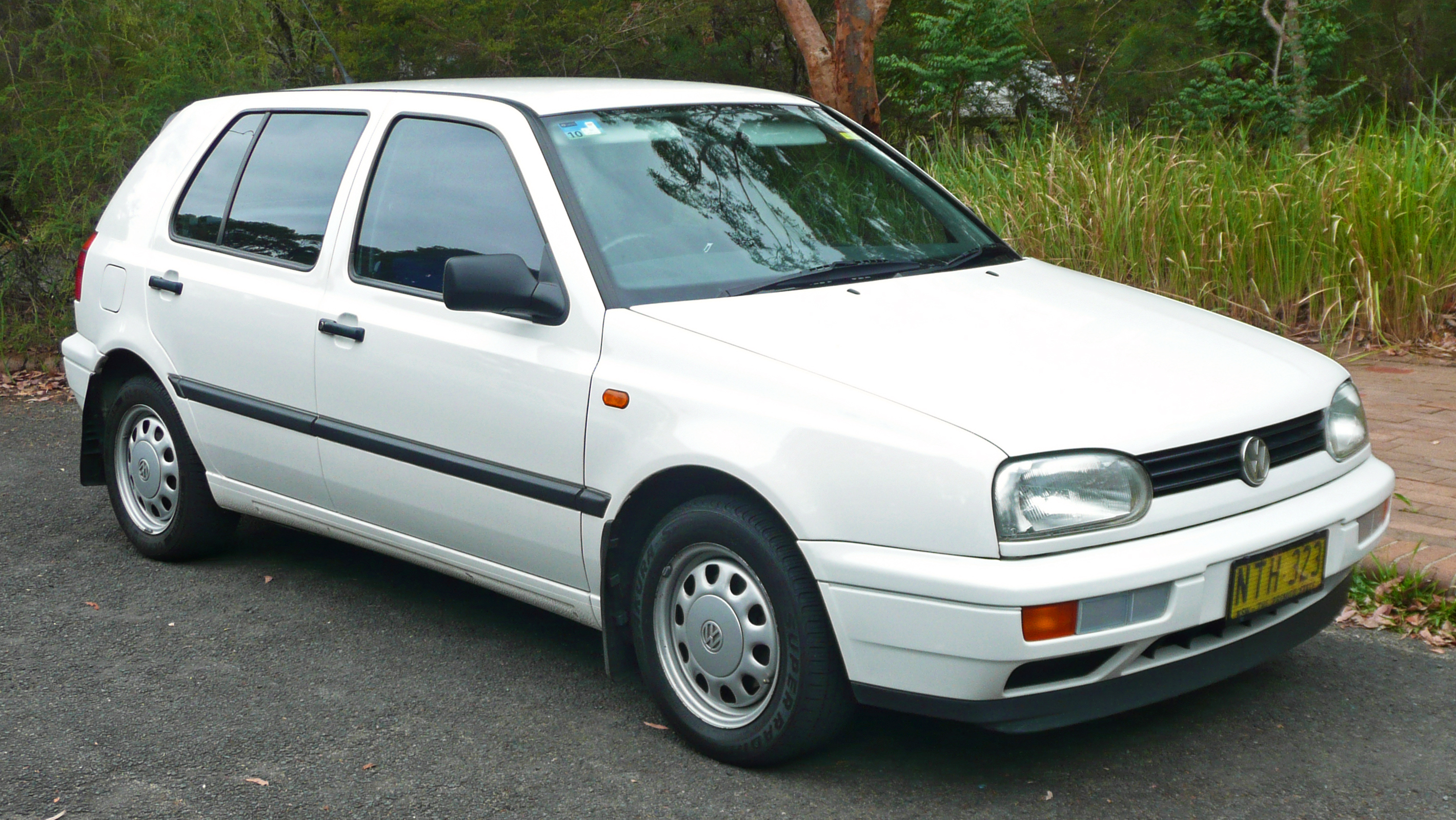
Golf III

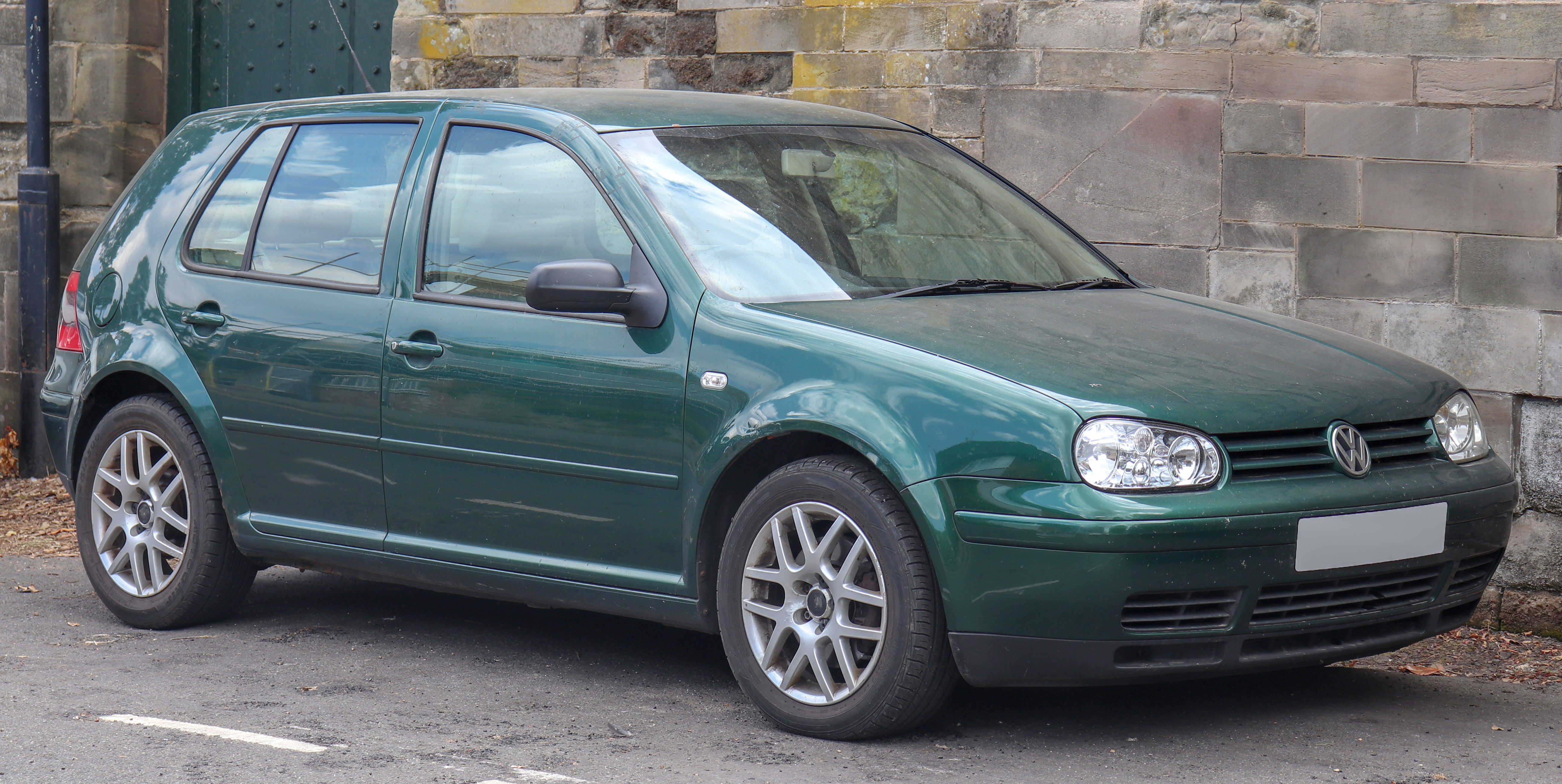
Golf IV

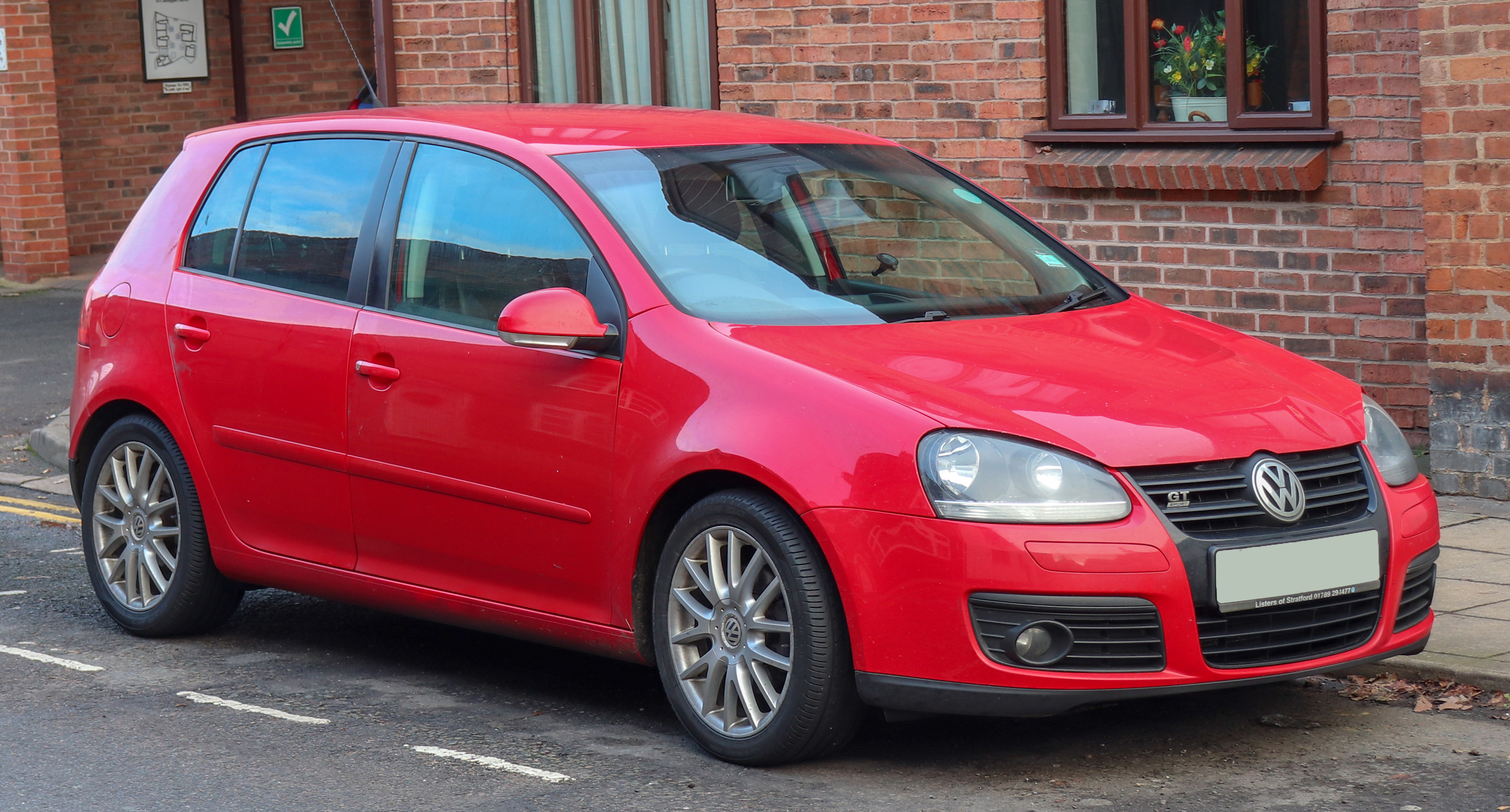
Golf V

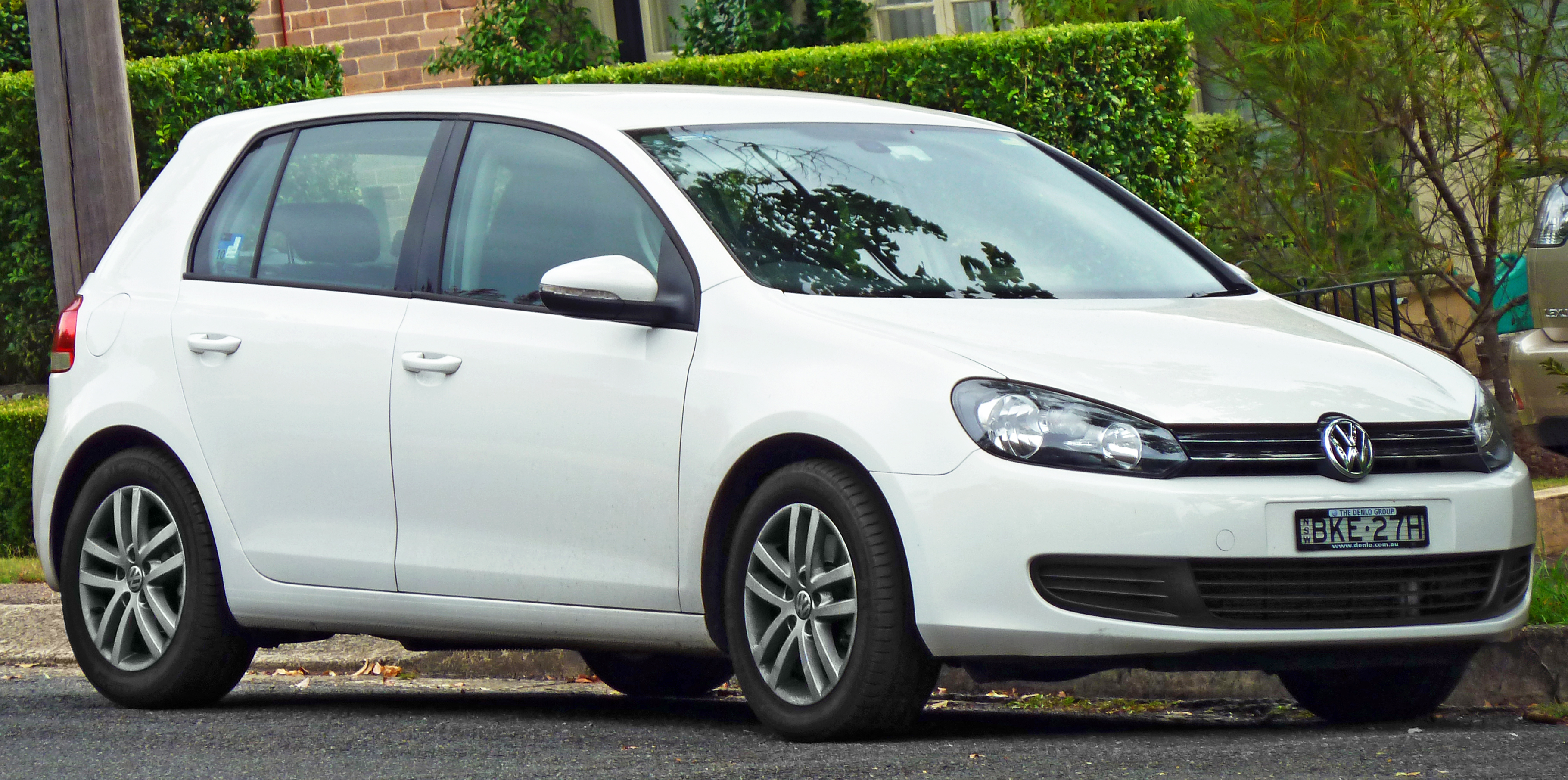
Golf VI

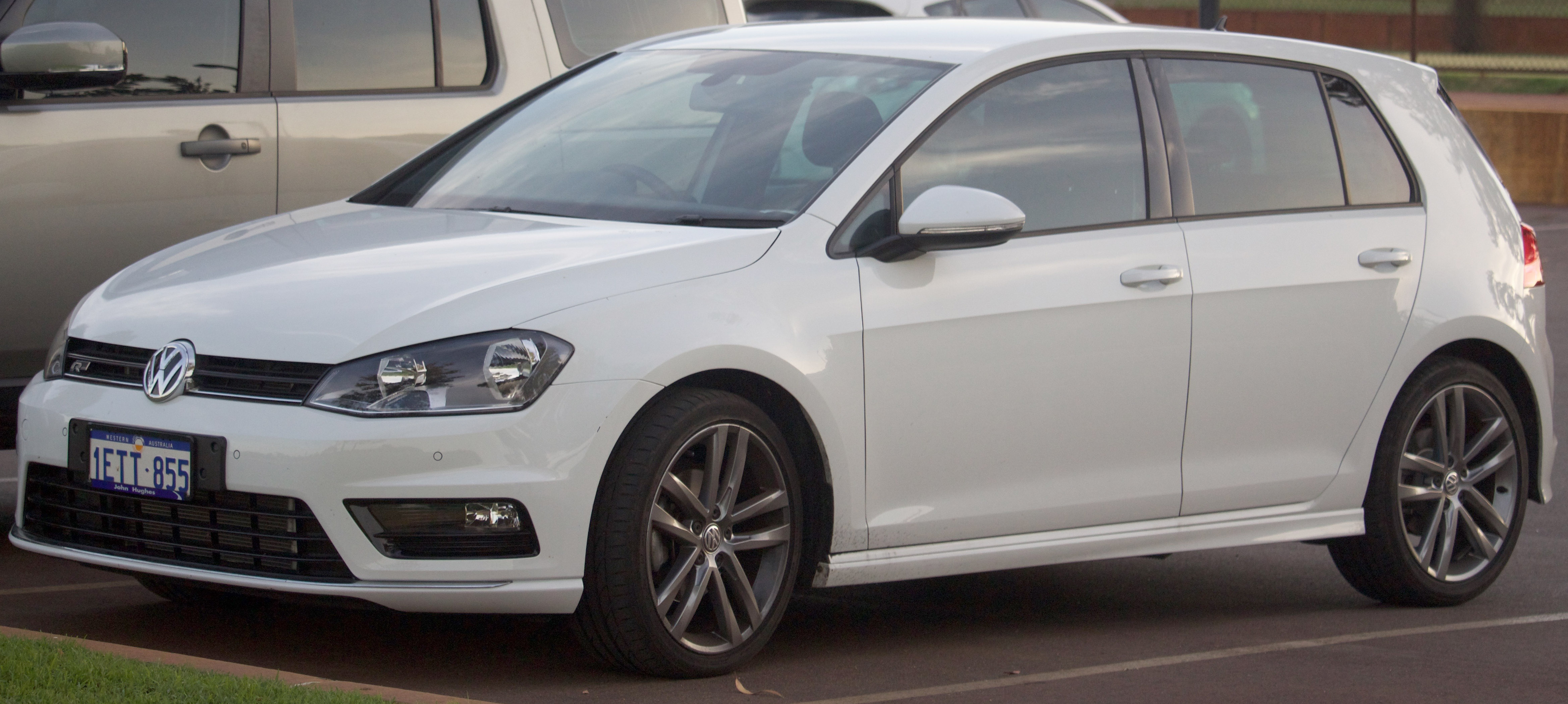
Golf VII

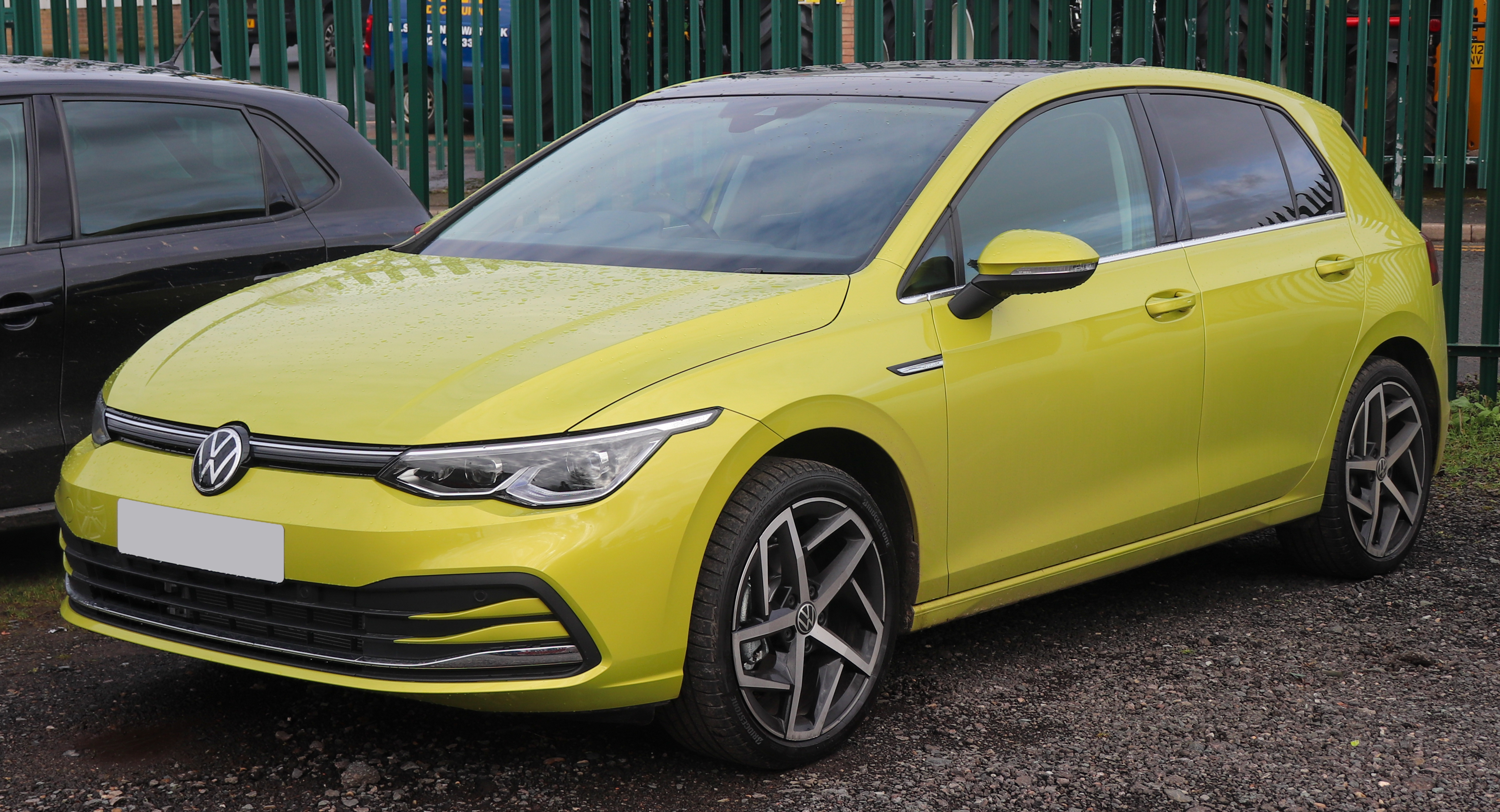
Golf VIII

## Prima serie (1974-1983)
Prodotta dal 1974 al 1983 su disegno di Giorgetto Giugiaro, e preceduta di pochi mesi dalla Scirocco,  la prima serie della Golf venne denominata "Rabbit" in Nordamerica e "Caribe" in America Latina. Nel 1993 gli impianti produttivi della "Golf" prima serie furono trasferiti negli stabilimenti sudafricani della VW, dove il modello è stato prodotto fino al 2010 con il nome di Volkswagen City Golf.
La Golf Diesel esordì con motore di 1471 cm³ e potenza da 50 CV con velocità massima di 140 km/h; successivamente la cilindrata passò a 1588 cm³ e la potenza crebbe a 54 CV.

## Seconda serie (1983-1991)
La Golf di seconda generazione venne introdotta sul mercato nel 1983. Con questa generazione esordirono una versione turbodiesel chiamata GTD, una versione a trazione integrale ed una dotata di alimentazione mediante un compressore centrifugo. Uscì di produzione nel 1992.

## Terza serie (1991-1997)
La terza serie della Golf esordì nel 1991. L'anno seguente venne premiata Auto dell'anno 1992. Con la terza serie venne proposta per la prima volta una versione station wagon chiamata Variant. La produzione terminò nel 1999.

## Quarta serie (1997-2006)
La fine del 1997 segna l'inizio della commercializzazione della nuova Golf, giunta alla quarta generazione. Si tratta di un modello completamente nuovo tecnologicamente ma non lo si può definire innovativo sotto il profilo estetico; vengono ripresi infatti in buona parte i tratti della fortunata serie precedente, infatti i gruppi ottici anteriori e posteriori sono molto simili, sia nella versione base sia nella Variant.

## Quinta serie (2003-2008)
La quinta serie della Golf è stata presentata nel 2003 e condivide (quasi) tutti i suoi motori con la cugina Audi A3. La versione Variant esordisce nel maggio del 2007.

## Sesta serie (2008-2012)
La sesta serie di Volkswagen Golf presenta un restyling non radicale rispetto la serie precedente, affidato a Walter De Silva, il quale si avvale della collaborazione del compatriota Flavio Manzoni. Le novità arrivano soprattutto sotto il cofano, con l'abbandono dei diesel 'iniettore pompa' e l'arrivo del 'common rail'. La "Golf VI" è stata presentata al Salone dell'automobile di Parigi il 4 ottobre del 2008, per entrare in produzione a partire dal dicembre dello stesso anno.

## Settima serie (2012-2021)
La settima serie di Volkswagen Golf viene presentata al pubblico il 4 settembre 2012 e commercializzata a partire dalla fine del 2012 fino al 2021. Il design dell'autovettura viene affidato a Walter de Silva e riprende quello della più piccola Polo e prosegue il percorso stilistico voluto da De Silva e Flavio Manzoni.
Il peso della settima generazione si riduce di oltre 100 kg, migliorando l'efficienza della vettura. 
Il 10 novembre 2016 la casa di Wolfsburg ha presentato un restyling del modello, con l'introduzione di svariate novità estetiche e tecniche che non rivoluzionano la vettura.

## Ottava serie (dal 2019)
L'ottava serie di Volkswagen Golf viene presentata al pubblico il 24 ottobre 2019 e commercializzata a partire dalla fine dello stesso anno. Disegnata da Klaus Bischoff e dal suo team Volkswagen. 
Viene rinnovato il design delle precedenti generazioni, rendendo la linea più dinamica e decisa. Il frontale ridisegnato integra il nuovo logo Volkswagen e il gruppo ottico rinnovato. Vengono rimossi i fendinebbia anteriori (presenti sulla versione GTI) dal paraurti interiore e vengono integrati nel gruppo ottico principale. Anche il posteriore viene rinnovato mantenendo però, la linea che contraddistingue Golf. 
Il vero aggiornamento del modello avviene all'interno, con una plancia completamente digitale con cockpit virtuale e vengono rimossi pulsanti, leve, selettori per essere sostituiti con comandi touch. Vengono aggiunti sistemi di assistenza alla guida come Front Assist, Travel Assist e Lane Assist.
Presente negli allestimenti Life, Style, R-Line e nelle versioni eTSI Mild-Hybrid, eHybrid, GTI, GTD, GTE ed R.

## I modelli sportivi GTI

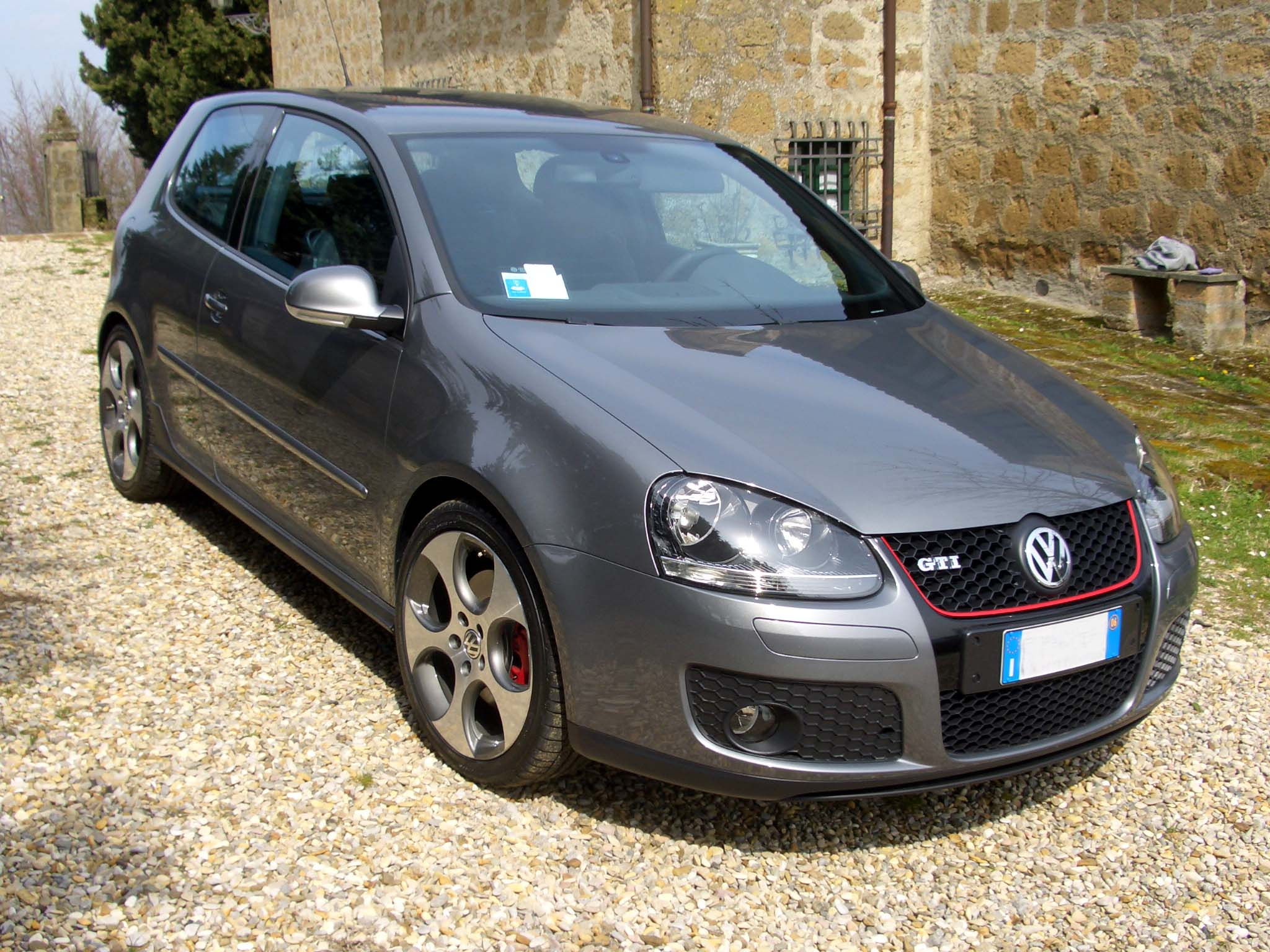
Golf GTI V serie con motore 2.0 litri benzina turbo da 200 CV e 235 km/h

### Le prime cinque generazioni
La prima Golf GTI fu pensata il 18 marzo del 1973 dall'ingegner Lowemberg del reparto ricerca e sviluppo VW, con 110 cavalli e soli 810 kg di peso; il rapporto peso/potenza di questa prima Gti era di 7,36 kg per cavallo. Il progetto iniziale si sviluppò come un esperimento, i vertici del gruppo, dopo una serie di tentennamenti, decisero di presentarla al salone di Francoforte nel 1975 producendone 5 000 esemplari e lanciando la vendita nel 1976. La sigla GTI è l'acronimo di “Gran Turismo Iniezione” ed è contraddistinta dalla presenza di griglie a nido d'ape e listelli di colore rosso sulla calandra, dalla verniciatura nera opaca della parte lungo i bordi del lunotto del portellone e dalla adozione di un spoiler diviso in due parti sotto al paraurti anteriore, l'assetto era abbassato di 10mm, fino al '79 i fanali posteriori erano identici alle versioni meno potenti, poi furono adottati quelli più grandi. 
Tutte le GTI 1ª serie erano a 3 porte, tranne una a 5 porte che fu donata dalla Volkswagen a Giugiaro. 
Nel 1982 la Gti ha subito un incremento di cilindrata fino a 1.8L, con un aumento di 2 CV ma un andamento di coppia totalmente diverso rendendo la macchina molto più rapida e ricca di coppia perdendo un po' nell'allungo. Il rapporto kg/CV rimase imbattuto per anni, visto anche le meno fortunate serie sportive 3 e 4, fino all'avvento della penultima GTI (la quinta serie) che vantava un rapporto di 6,65 kg per cavallo. Nel corso del 2006 è stata presentata anche la Golf GTI Edition 30. Questa versione si differenzia dalla normale GTI per il motore da 230 CV, i cerchi da 18 pollici neri, il pomello del cambio con la forma della palla da golf (presente nella prima versione della GTI). L'Edition 30 è nata per festeggiare il trentennale della nascita della GTI. Per ogni anno, il motore è stato potenziato e si è cercato di mantenere sempre intatto lo spirito e le caratteristiche della prima versione. Verso la fine degli anni ottanta, la Golf GTI 16V è stata impiegata nei rally, dove partecipa e vince il Rally della Costa d'Avorio nel 1987, con alla guida Kenneth Eriksson.

### Sesta generazione MK6 GTI

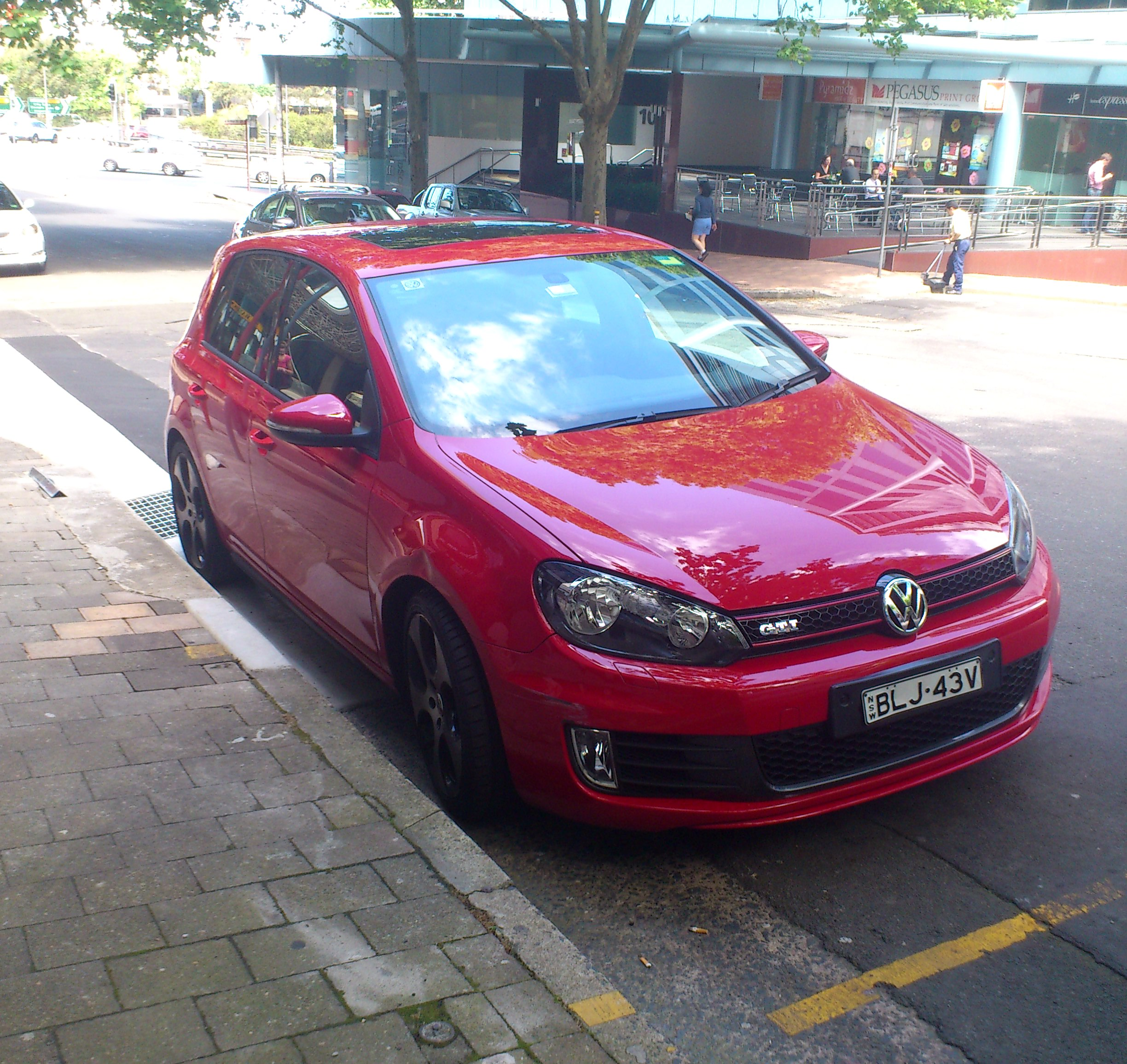
Golf GTI VI serie

Al salone di Parigi, nel 2008 venne presentata la Golf GTI VI, lo stile delle linee della Golf è firmato, come fu nella prima serie per opera di Giorgetto Giugiaro, da un designer italiano, ovvero Walter de Silva (che ha supervisionato il lavoro di Klaus Bischoff e Mark Lichte). Per quanto riguarda, invece, la messa a punto da segnalare il lavoro del pilota professionista Hans Joachim Stuck.
La Golf GTI VI si distingue dalle versioni normali per pochi dettagli estetici: paraurti modificati, minigonne laterali, uno spoiler posteriore, cerchi in lega a cinque fori, un estrattore finale che incornicia due scarichi cromati, uno a destra e uno a sinistra. Gli interni sono caratterizzati da sedili sportivi anteriori che riprendono, come un omaggio, i colori dei rivestimenti della capostipite.
La versione GTI rispetto al modello base, è dotata di sospensioni sportive irrigidite che rendono l'auto più bassa di 22 mm all'anteriore e 15 mm al posteriore; impianto frenante potenziato fari posteriori a LED, differenziale elettronico e motore 2.0 TSI che subendo modifiche a pistoni, fasce elastiche, pompe dell'olio e del carburante e introducendo un nuovo sensore massa/aria, sviluppa 211 CV, con una coppia di 280 Nm erogati in modo costante da 1700 a 5200 giri, omologato Euro 5. La vettura raggiunge i 100 km/h, da ferma, in 6,9 secondi, e raggiunge una velocità di punta massima di circa 238 km/h e un consumo dichiarato di 13,7 km/L.

### Settima generazione MK7 GTI

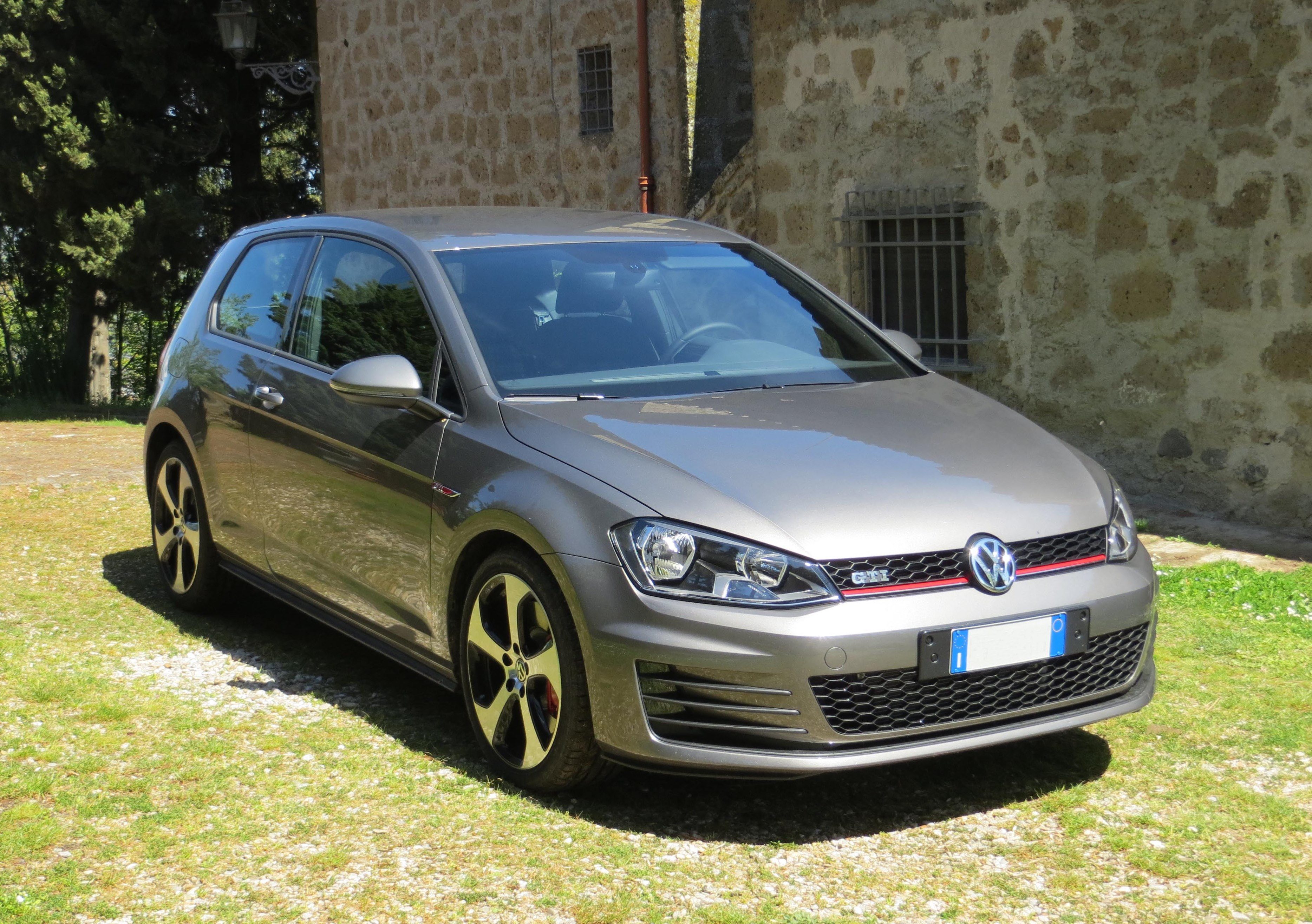
Golf GTI MkVII, versione Performance DSG 230 CV

Con la settima generazione, per la prima volta, la versione GTI viene prodotta in due configurazioni di potenza, equipaggiate entrambe con lo stesso motore base 2.0 litri TSI ma divise da 10 CV (220 e 230) di potenza massima e dotazioni differenti: Il quattro cilindri deriva dall'unità adottata dalla serie precedente, dal quale tuttavia differisce per la rielaborazione della testata. L'unità propulsiva eroga in entrambe le varianti 350 Nm di coppia massima ed è omologata con la sigla Euro 6 oltre a essere associata al sistema Start&Stop. Il cambio può essere manuale a 6 marce o a doppia frizione, sempre a 6 rapporti. I consumi dichiarati dal costruttore parlano di 6,0 L/100 km con trasmissione manuale, mentre le emissioni inquinanti di CO2 si pongono a quota 139 g/km. Il peso della vettura è sceso di circa 42 kg rispetto alla versione precedente. La GTI con trasmissione manuale scatta da 0 a 100 km/h in 6,5 secondi e raggiunge i 246 km/h, mentre quella con il cambio a doppia frizione tocca i 100 km/h, da ferma, in 6,4 secondi per una velocità massima di 250 km/h. Solo la versione da 230 CV è dotata di differenziale autobloccante anteriore, l'impianto frenante maggiorato con quattro dischi ventilati e le pinze freno con la scritta GTI. La GTI di settima generazione con 230 CV è stata chiamata GTI Performance.

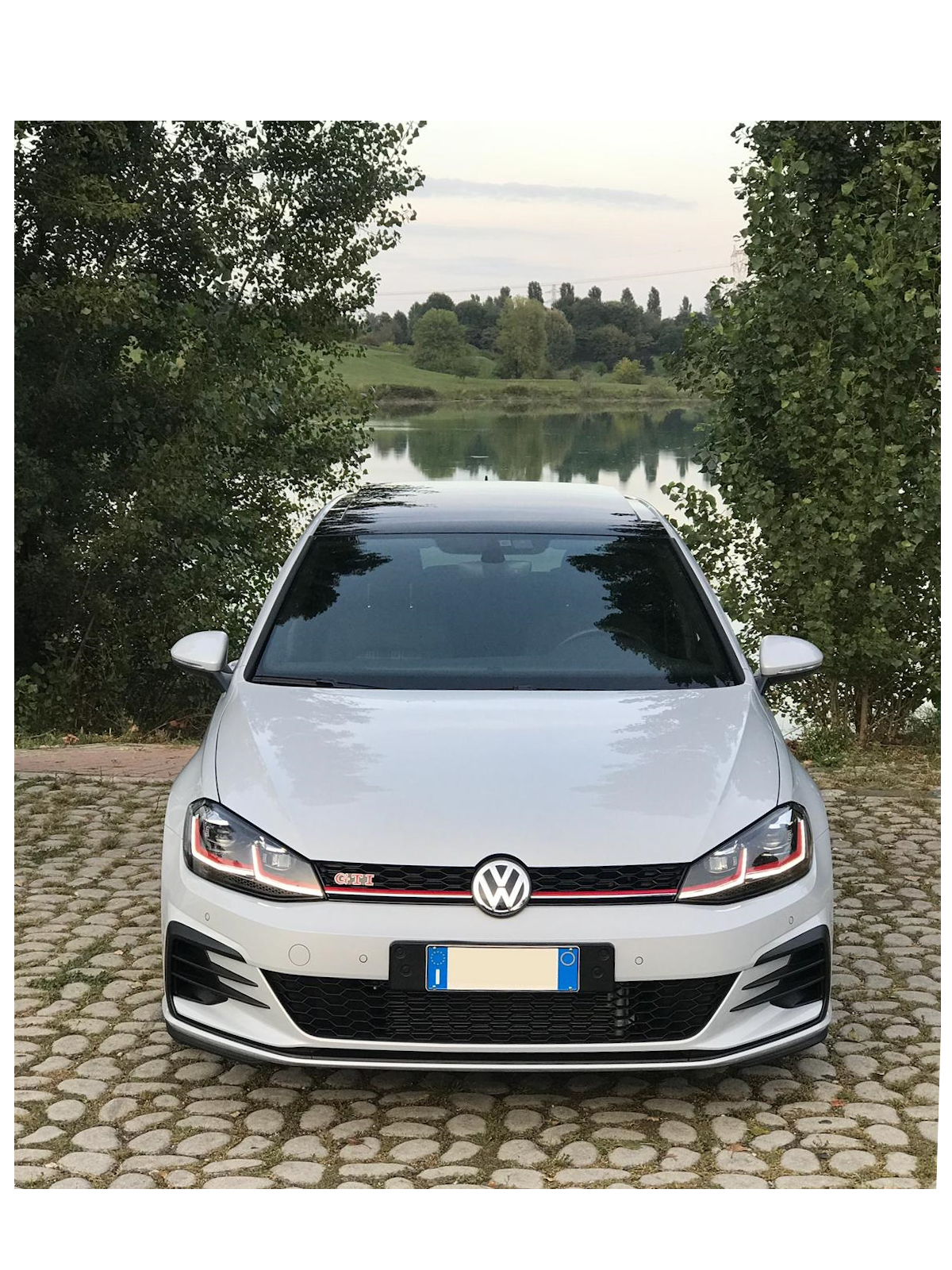
Golf GTI MkVII restyling/facelift, versione Performance DSG 245 CV

La versione restyling introdotta dal 2017, anche detta MK7.5, prevede due livelli di potenza (equipaggiando lo stesso motore base 2.0 litri TSI): quella da 230 CV e la Performance da 245 CV; le differenze tra le due configurazioni sono le stesse già elencate sopra tra la MK7 GTI e GTI Performance. 
Nel 2019 viene introdotta la versione GTI TCR che monta il medesimo propulsore ma erogando ben 290 CV.

## Produzione
La Golf viene assemblata in Europa negli stabilimenti tedeschi di Wolfsburg, Zwickau-Mosel e in Belgio a Bruxelles. Dal 1975 incominciò a essere assemblata anche in Bosnia ed Erzegovina, nello stabilimento di Sarajevo, ma nel 1992 la produzione locale viene interrotta a causa delle guerre jugoslave, che provocarono la distruzione della città, per poi ricominciare a fine anni novanta per la produzione della Golf Mk4. Lo stabilimento brasiliano di Curitiba dal 1999 produce le Golf destinate al mercato sudamericano. In Sudafrica, nella storica fabbrica di Uitenhage (che dal 1978 sforna le Golf), nel 2004 è incominciata la produzione della quinta serie. Dal 2003 è costruita anche in Cina presso Changchun dove vengono prodotte anche la Bora e alcuni modelli di Audi. Inoltre dal 2005 è prodotta anche in Ucraina nello stabilimento della JSC Eurocar dove vengono assemblate anche alcuni modelli di Audi e Škoda.